# 吴根友
吴根友（1963年2月—），安徽枞阳人，享受国务院政府特殊津贴专家，教育部长江学者特聘教授，曾任武汉大学哲学学院院长，现为浙江大学讲席教授。

## 生平
1986年本科毕业于安徽师范大学，1989年于武汉大学获硕士学位，1992年于武汉大学获哲学博士学位。2001年晋升武汉大学哲学系教授。曾担任武汉大学哲学学院院长。2025年入职浙江大学，任马一浮书院讲席教授。

## 学术贡献
主要从事先秦诸子学、明清哲学领域的研究工作。主持教育部重大课题攻关项目等课题多项，发表学术论文200余篇。先后入选教育部新世纪优秀人才支持计划、教育部长江学者奖励计划等人才项目。

## 社会兼职
教育部教学指导委员会委员（2018-2022），国际儒学联合会理事，中国哲学史学会副会长，湖北省哲学史学会会长。

## 著作
- 《四书五经简注》（1993年，中国友谊出版公司）
- 《三言简注》（1995年，中国友谊出版公司）
- 《中国社会思想史》（1997年，武汉大学出版社）
- 《场与有——中外哲学的比较与融通》（1997年，武汉大学出版社）
- 《法句经释译》（1997年，佛光出版社）
- 《那先比丘经译释》（1997年，佛光出版社）
- 《郑板桥的诗与画》（1998年，南京出版社）
- 《自由的表演与与力——中国人的自由观》（2002年，广西人民出版社）
- 《中国现代价值观的初生历程——从李贽到戴震》（2004年，武汉大学出版社）
- 《明清哲学与中国现代哲学诸问题》（2008年，中华书局）
- 《在道义论与正义论之间——比较政治哲学初探》（2009年，武汉大学出版社）
- 《戴震、乾嘉学术与中国文化》（2015年，福建教育出版社）
- 《道家思想及其现代诠释》（2018年，上海交通大学出版社）
- 《判教与比较：比较哲学探论》（2019年，东方出版中心）

## 奖项和荣誉
- 2006年，获第四届中国高校人文社会科学研究优秀成果三等奖[2]
- 2014年，获湖北省第九届人文社会科学三等奖[3]
- 2018年，获湖北省第十一届人文社会科学一等奖[4]
- 2018年，获全球华人国学成果奖[5]
- 2020年，获第八届教育部人文社会科学优秀成果三等奖[6]